# Raulhac
Raulhac település Franciaországban, Cantal megyében. Lakosainak száma 273 fő (2022. január 1.). Raulhac Mur-de-Barrez, Taussac, Badailhac, Cros-de-Ronesque, Jou-sous-Monjou és Pailherols községekkel határos.

## Népesség
A település népessége az elmúlt években az alábbi módon változott:
| Lakosok száma | 448  | 350  | 364  | 346  | 298  | 282  | 272  | 269  | 269  | 273  |
|               | 1968 | 1982 | 1990 | 2006 | 2013 | 2015 | 2017 | 2019 | 2020 | 2022 |